# PauknAir
PauknAir, cuyo nombre legal era Melilla Jet, fue una aerolínea regional que enlazaba Melilla con otros destinos en la península ibérica.

## Fundación
En 1995, un grupo de empresarios, entre ellos Gerd Peter Paukner y Enrique Remartínez crearon Melilla Jet, aerolínea perteneciente al grupo Pan Air.
Más adelante, la aerolínea empezó a llamarse PauknAir, en honor al apellido de uno de los creadores.
Su capital - 250 millones de pesetas (1,5 millones de euros aproximadamente) - estaba suscrito por el grupo PauknAir, en un 78 %; el consorcio melillense Princome, otro 20 %; y la empresa municipal Promesa, el 2 % restantes.

## El BAe-146 en Melilla

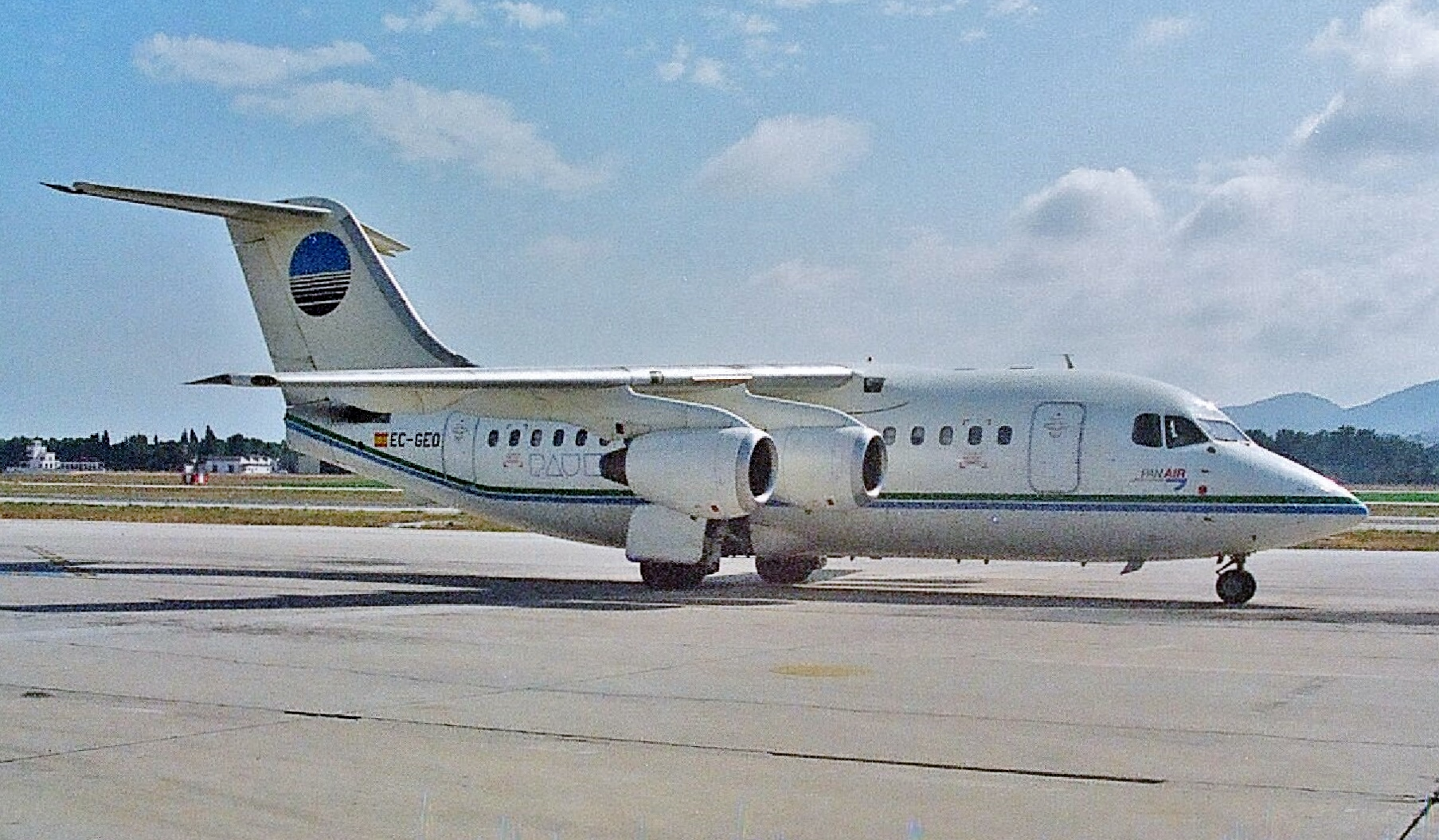
Avión EC-GEO, Málaga 1996

La pista del Aeropuerto de Melilla - de unos 1.428 metros - es una de las pista de AENA más cortas de España. En los años 90, se produjo un auge del transporte aéreo de Melilla - pasando de 150.000 anuales (1989) a 250.000 anuales (1995) - lo que hizo que muchos empresarios quisieran intervenir en dicho sector.
El  BAe-146 EC-GEO es un tetrarreactor de fabricación inglesa diseñado para operar en pistas cortas, por lo que era especialmente adecuado para el aeropuerto de Melilla. Tenía mayor capacidad (86 pasajeros) que otros aparatos que volaban al aeropuerto (como el ATR 72) y permitió reducir el tiempo de vuelo entre Málaga y Melilla de 45 a 25 minutos.
PauknAir adquirió dos BAe-146 en régimen de leasing a Pan Air.

## Comienzo de la actividad
Tras las pruebas y los trámites debidos, el 24 de septiembre de 1995 despega del Aeropuerto de Málaga-Costa del Sol uno de los BAe con destino Melilla. El 6 de octubre, comenzó vuelos diarios con Madrid.
Posteriormente fue incorporando destinos como: Almería, Barcelona y Palma de Mallorca y fue la primera vez que conectó la ciudad de Melilla con Santiago de Compostela y Santander.

## Destinos
Los destinos de PauknAir, fueron:
| Destinos               | Aeropuertos                                         | Desde | Desde | Desde |
| Destinos               | Aeropuertos                                         | MLN   | MAD   | AGP   |
| ---------------------- | --------------------------------------------------- | ----- | ----- | ----- |
| Almería                | Aeropuerto de Almería                               | X     |       |       |
| Barcelona              | Aeropuerto de Barcelona-El Prat                     | X     |       | X     |
| La Palma               | Aeropuerto de La Palma                              |       |       | X     |
| Madrid                 | Aeropuerto de Madrid-Barajas (Hub secundario)       | X     |       | X     |
| Málaga                 | Aeropuerto de Málaga-Costa del Sol (Hub secundario) |       | X     |       |
| Melilla                | Aeropuerto de Melilla (Hub principal)               |       | X     | X     |
| Palma de Mallorca      | Aeropuerto de Palma de Mallorca                     | X     |       |       |
| Santander              | Aeropuerto de Santander-Parayas                     | X     | X     |       |
| Santiago de Compostela | Aeropuerto de Santiago                              | X     | X     |       |

## Flota histórica
La flota de Paukn Air estuvo compuesta por las siguientes aeronaves:
| Aeronaves             | Total | Introducido | Retirado | Matrículas      |
| --------------------- | ----- | ----------- | -------- | --------------- |
| British Aerospace 146 | 2     | 1995        | 1998     | EC-GEO y EC-GEP |

## Accidentes e incidentes
El 25 de septiembre de 1998, el BAe 146 matriculado como EC-GEO, se estrelló contra una montaña ocho millas al norte de Melilla cubriendo el vuelo 4101, y causando la muerte a 38 personas (34 pasajeros y 4 de la tripulación).
Más tarde, se determinaron las causas del accidente, siendo la falta de visibilidad un elemento determinante en dicho siniestro.

## Fin
Tras la pérdida de este avión, la flota de PauknAir se redujo a un solo aparato, lo que resultaba insuficiente para cubrir todas las rutas. Por ello, la dirección de la compañía mantuvo contactos con el gobierno de la Ciudad Autónoma, para poder tener apoyos suficientes como para poder seguir operando, apoyos que nunca llegaron lo que terminó provocando el cierre de la empresa en noviembre de 1998.[cita requerida]